# Fléac-sur-Seugne
Fléac-sur-Seugne là một xã trong tỉnh Charente-Maritime trong vùng Nouvelle-Aquitaine, tây nam nước Pháp. Xã Fléac-sur-Seugne nằm ở khu vực có độ cao từ 11-56 mét trên mực nước biển.
Sông Seugne tạo thành toàn bộ ranh giới phía tây của xã.